# Aiko (cantante giapponese)
Aiko Yanai  (柳井愛子?, Yanai Aiko), conosciuta principalmente solo come Aiko (Osaka, 22 novembre 1975) è una cantante giapponese.
Ha studiato canto presso l'Osaka College of Music, e dopo essersi diplomata nel 1996, è diventata una DJ per la stazione radiofonica FM Osaka. A luglio 1998 ha ottenuto popolarità in tutta la nazione grazie al suo singolo di debutto Ashita, che è stato usato in spot pubblicitari e drama televisivi.
Il suo secondo album, Sakura no Ki no Shita ha venduto oltre un milione di copie, ed il suo sesto singolo, Boyfriend, è diventato il suo singolo di maggior successo commerciale, e le ha permesso di apparire al Kōhaku Uta Gassen, trasmesso dalla NHK nel 2002. casualmente, dato che il testo del brano conteneva la parola "tetrapot", simile a "tetrapod", un marchio registrato, Aiko ha dovuto affrontare polemiche ed alcuni problemi legali in quanto la NHK è un servizio televisivo pubblico. Tuttavia, l'episodio è stato risolto senza alcuna restrizione sul testo del brano.
La disegnatrice Yukari Ichijo ha basato il personaggio di "Eiko", nel manga Pride proprio su Aiko, che a sua volta ha spesso espresso ammirazione per il lavoro di Ichijo. Aiko ha cantato il brano KissHug per il film Hana Yori Dango Final e Mukai Awase per il film My Darling is a Foreigner.

## Discografía

### Singoli
1. Hachimitsu (ハチミツ?) (maggio 1998) (Indie)
2. Ashita (あした?) (17 luglio 1998)
3. Naki-mushi (ナキ・ムシ?) (3 marzo 1999)
4. Hanabi (花火?) (4 agosto 1999)
5. Kabuto Mushi (カブトムシ?) (17 novembre 1999)
6. Sakura no Ki no Shita (桜の時?) (17 febbraio 2000)
7. Boyfriend (ボーイフレンド?) (20 settembre 2000)
8. Hatsukoi (初恋?) (21 febbraio 2001)
9. Rosie (ロージー?) (30 maggio 2001)
10. Oyasuminasai (おやすみなさい?) (21 novembre 2001)
11. Anata to Akushu (あなたと握手?) (24 aprile 2002)
12. Kondo Made ni wa (今度までには?) (14 agosto 2002)
13. Chouchou Musubi (蝶々結び?) (23 aprile 2003)
14. Andromeda (アンドロメダ?) (6 agosto 2003)
15. Eriashi (えりあし?) (6 novembre 2003)
16. Kaban (かばん?) (28 aprile 2004)
17. Hanakaze (花風?) (1º settembre 2004)
18. Mikunieki (三国駅?) (16 febbraio 2007)
19. Kira Kira (キラキラ?) (3 agosto 2005)
20. Star (スター?) (30 novembre 2005)
21. Kumo wa Shiro Ringo wa Aka (雲は白リンゴは赤?) (12 luglio 2006)
22. Shiawase (シアワセ?) (30 maggio 2007)
23. Hoshi no Nai Sekai / Yokogao (星のない世界／横顔?) (22 agosto 2007)
24. Futari (二人?) (12 marzo 2008)
25. KissHug (23 luglio 2008)
26. milk / Nageki no Kiss (嘆きのキス?) (18 febbraio 2009)
27. Modorenai Ashita (戻れない明日?) (3 febbraio 2010)
28. Mukai Awase (向かいあわせ?) (21 aprile 2010)
29. Koi No Sūpā Bōru/Hōmu (恋のスーパーボール／ホーム」?) (11 maggio 2011)
30. Zutto (ずっと?) (23 novembre 2011)
31. Loveletter / 4gatsu no Ame (4月の雨?) (13 luglio 2013)
32. Kimi no Tonari (君の隣?) (29 gennaio 2014)
33. Atashi no Mukou (あたしの向こう?) (12 novembre 2014)
34. Yumemiru Sukima (夢見る隙間?) (29 aprile 2015)
35. Puramai (プラマイ?) (18 novembre 2015)
36. Motto (もっと?) (9 marzo 2016)
37. Koi wo shita no wa (恋をしたのは?) (21 settembre 2016)
38. Yokoku (予告?) (29 novembre 2017)
39. Straw (ストロー?) (2 maggio 2018)
40. You broke my heart again(jax jones, TeqKoi, Aiko) (2 Luglio 2021)

### Album
1. astral box (dicembre 1997)
2. GIRLIE (maggio 1998)
3. Chiisa na Marui Kojitsu (小さな丸い好日?) (21 aprile 1999)
4. Sakura no Ki no Shita (桜の木の下?) (1º marzo 2000)
5. Natsufuku (夏服?) (20 giugno 2001)
6. Aki, Soba ni iru yo (秋 そばにいるよ?) (4 settembre 2002)
7. Akatsuki no Love Letter (暁のラブレター?) (27 novembre 2003)
8. Yume no Naka no Massugu na Michi (夢の中のまっすぐな道?) (2 marzo 2005)
9. Kanojo (彼女?) (23 agosto 2006)
10. Himitsu (秘密?) (2 aprile 2008)
11. Baby (BABY?) (31 marzo 2010)
12. BEST ALBUM (まとめ I & II?) (23 febbraio 2011)
13. Toki no Sillhouette (時のシルエット?) (20 giugno 2012)
14. Awa no you na Ai datta (泡のような愛だった?) (28 maggio 2014)
15. May Dream (18 maggio 2016)
16. Shimetta Natsu no Hajimari (湿った夏の始まり) (2018)
17. Doushitatte Tsutaerarenaikara (どうしたって伝えられないから) (2021)
18. Ima no Futari o Otagai ga Miteru (今の二人をお互いが見てる) (2023)

### DVD
- Love Like Pop (22 novembre 2000)
- Utau Inu (ウタウイヌ?) (22 novembre 2000)
- Yuraku-cho de Aimasho ~Love Like Pop Vol. 6~ (有楽町で逢いましょう ～Love Like Pop Vol. 6～?) (20 marzo 2002)
- Utau Inu 2 (ウタウイヌ2?) (19 marzo 2003)
- Love Like Rock (14 aprile 2004)
- LOVE LIKE POP add. (11 maggio 2005)
- Utau Inu 3 (ウタウイヌ3?) (20 settembre 2006)
- LOVE LIKE POP add. 10th anniversary (21 marzo 2007)
- DECADE (14 marzo 2009)
- Pop and Rock (ポップとロック?) (27 luglio 2011)
- Utau Inu 4 (ウタウイヌ4?) (12 marzo 2012)
- 15 (3 aprile 2013)
- Aiko 15th Anniversary Tour: POPS / ROCKS (20 marzo 2015)
- ROCK to ALOHA (3 maggio 2016)